# Voluta musica
Voluta musica, tên tiếng Anh: Music volute, là một loài ốc biển, kích thước trung bình, là động vật thân mềm chân bụng sống ở biển trong họ Volutidae, họ ốc dừa. It is called "music volute" because the markings on the shell often resemble a musical manuscript.

## Shell description
The maximum reported size of the shell is 115 mm.

## Phân bố
The species occurs on the mainland Vùng Caribe coast in Colombia và Venezuela, và ở Tây Indies quần đảo from the hoặc countries: Cộng hòa Dominica, Puerto Rico, quần đảo Virgin, St. Vincent & the Grenadines, Grenada, and Trinidad & Tobago.

## Sinh thái học

### Môi trường sống
Voluta musica is found alive at depths of 12 m to 28 m.

### Feeding habits
Voluta musica là một predatory carnivorous species, as is the case in other Volutidae.

## Hình ảnh

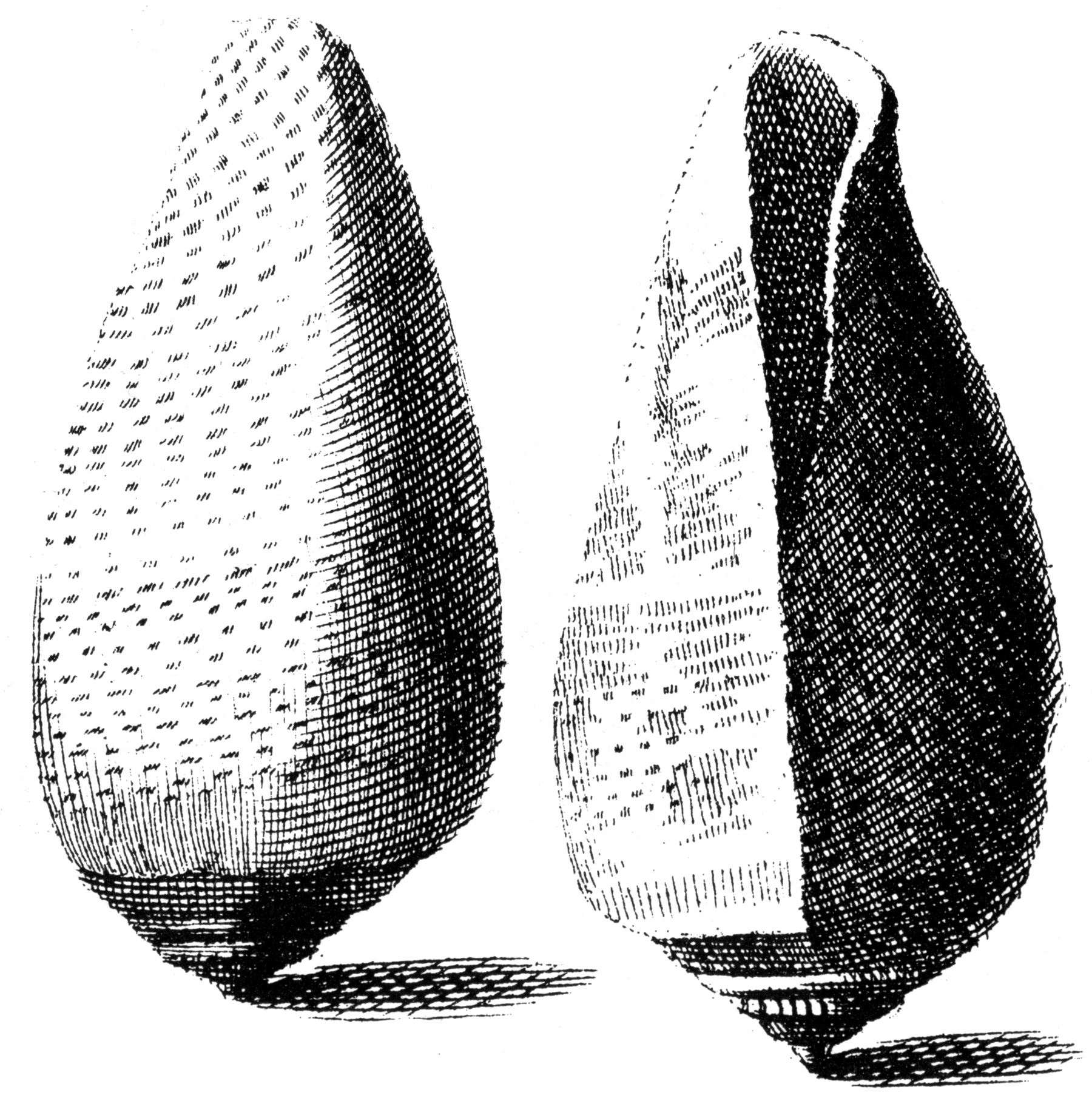
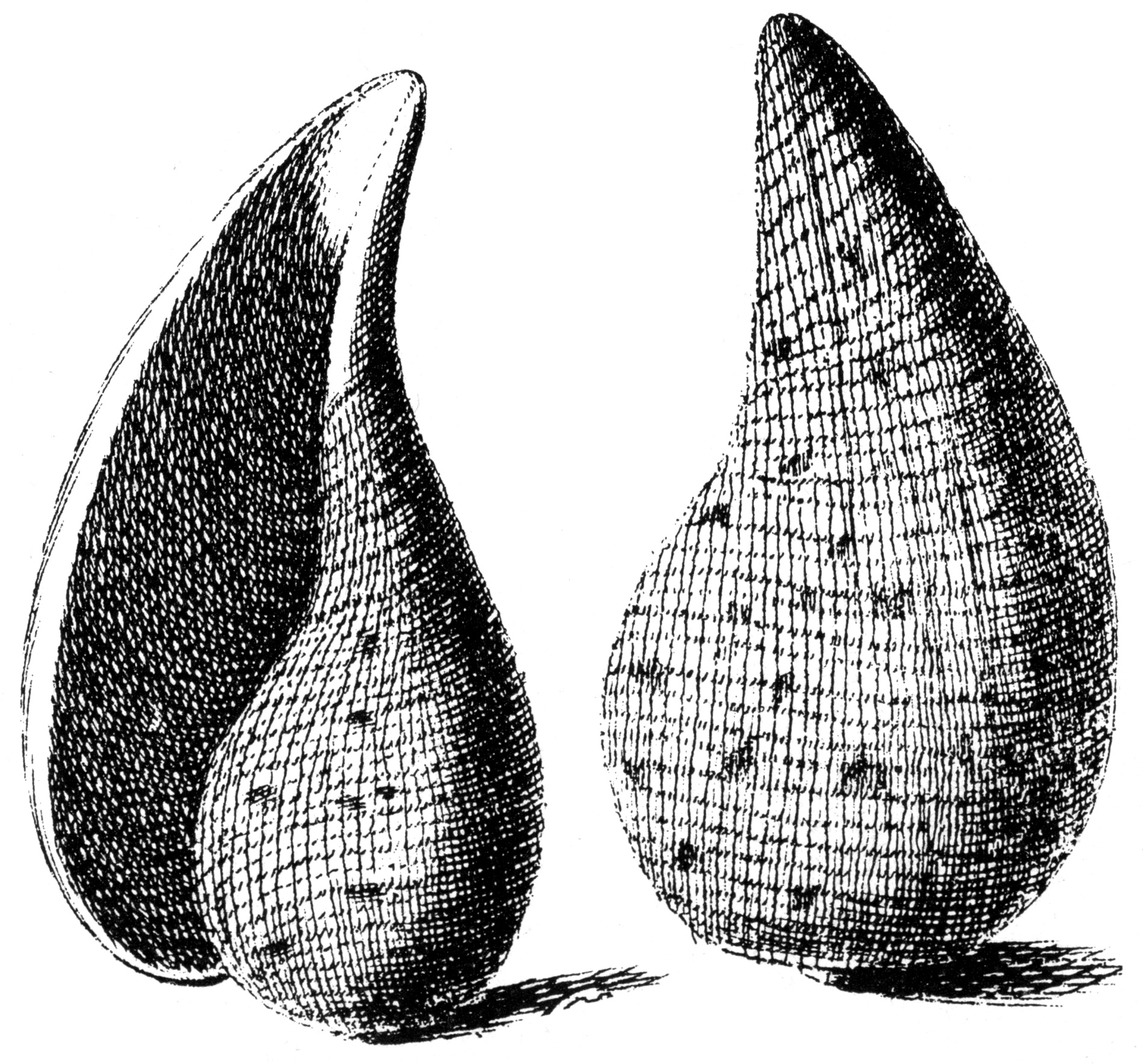
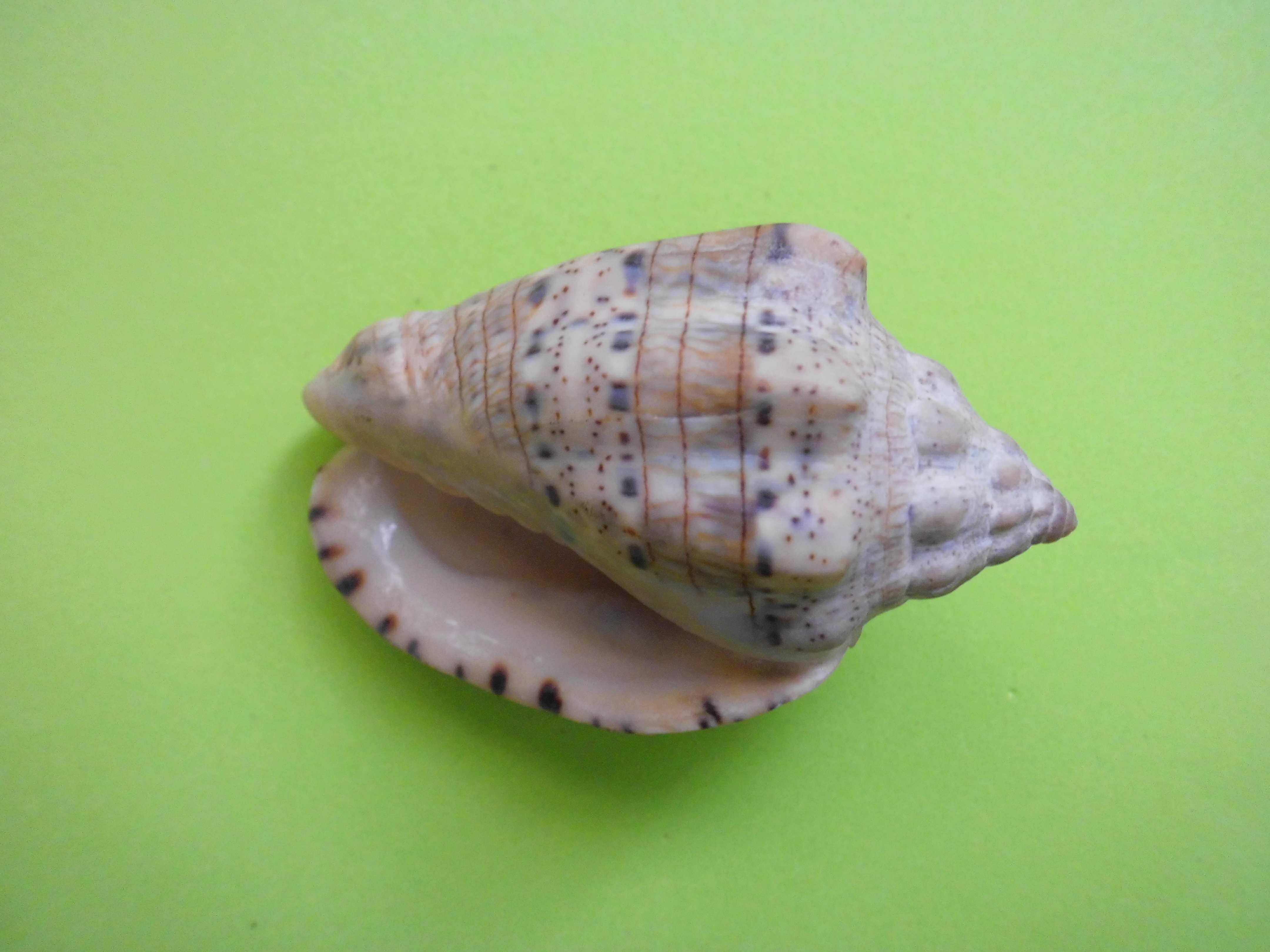
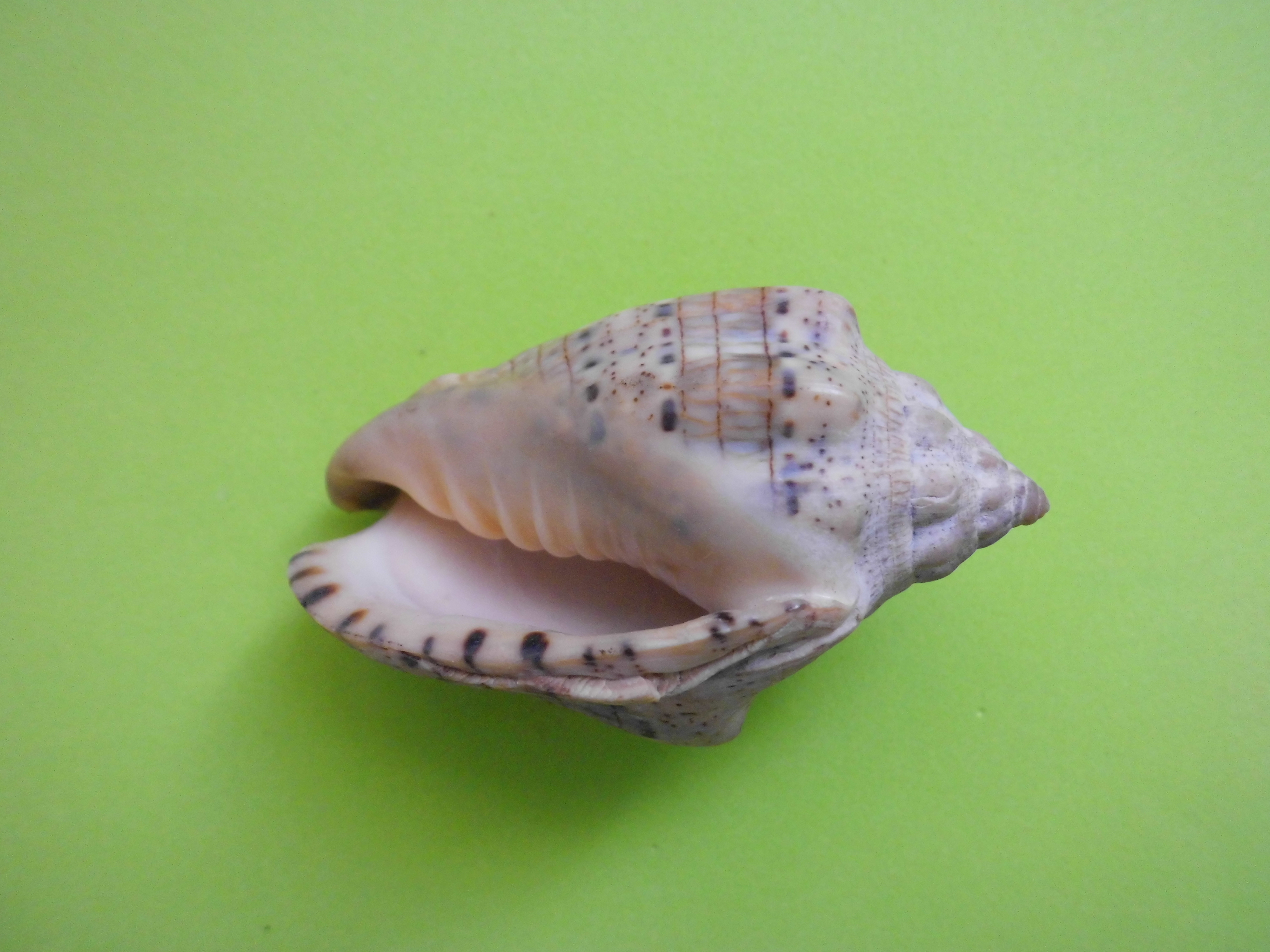